# Bloco das Águas Livres

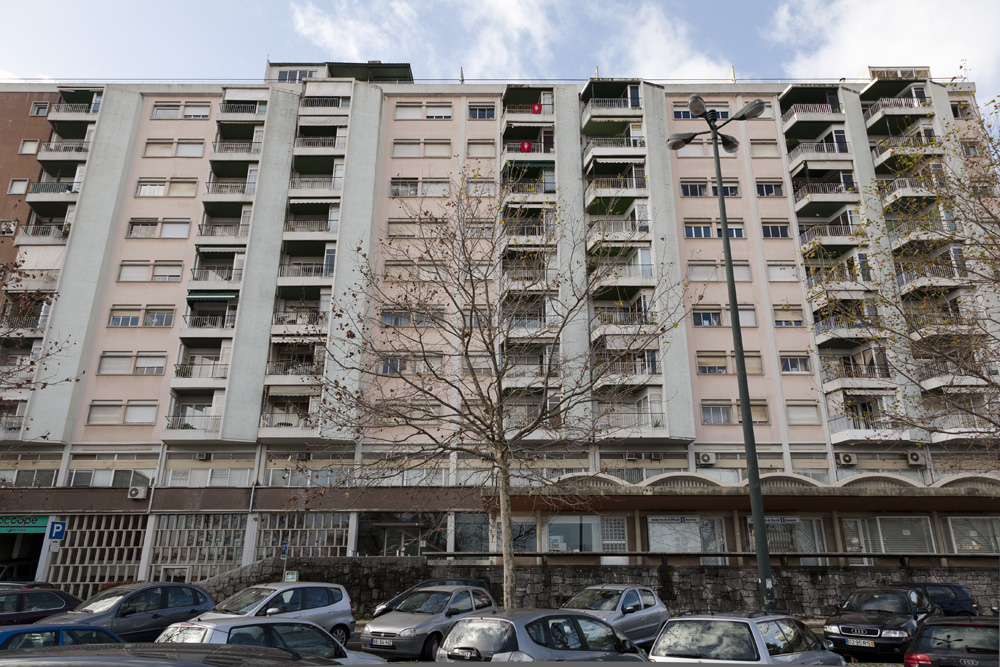
Bloco das Aguas Livres

O Bloco das Águas Livres, também designado por Edifício na Praça das Águas Livres n.º 8 e Rua Gorgel do Amaral n.º 1, projectado por Nuno Teotónio Pereira em colaboração com Bartolomeu Costa Cabral, é um edifício habitacional localizado na Praça das Águas Livres, no Rato, freguesia de Campo de Ourique, em Lisboa.
Tendo o projeto sido elaborado entre 1953 e 1955, o edifício foi construído em 1956. É um significativo exemplar da arquitectura portuguesa do século XX. Entre outras características, deve a sua relevância ao facto de ser um edifício multiusos com serviços colectivos para servir uma comunidade (distribuição de água quente, recolha de lixos com conduta vertical, monta-cargas, garagens), sendo uma novidade para a época em que foi construído em Portugal.
Está classificado como Monumento de Interesse Público desde 2012 (sob proposta da Direção Geral do Património Cultural, ex-Instituto de Gestão do Património Arquitectónico e Arqueológico).

## História
O período que dá início à segunda metade do séc. XX é um momento que irá dar a movimentos progressistas muito mais ativos devido ao pós-guerra (1939-1945). A meados da década de 1940 o desenvolvimento de obras públicas é estagnado com a morte do engenheiro e ex-Ministro das Obras Públicas e Comunicações Duarte Pacheco (1900-1943). É sob a orientação de Pacheco que é iniciada a construção do Instituto Superior Técnico, o que viria a ser o primeiro cidade universitária em Portugal. Terá colaborado nos projetos dos bairros de Alvalade e Encarnação. Neste período o Estado Novo coordenava as Obras Públicas até 1974, o ano em que se dá a Revolução de 25 de Abril.
No final da década de 40 surgem as Caixas de Previdência que durante mais de 20 anos se tornariam na maior promotora de habitação não-lucrativas. Estas Caixas de Previdência eram o resultado de uma poupança dos descontos dos trabalhadores que não eram gastos nas despesas de saúde. Deste modo potenciam projetos de modo a contribuir com a sociedade. Existe o caso do bairro de Alvalade que foi pago por várias Caixas de Previdência, e é aqui onde Nuno Teotónio Pereira, juntamente com outros colegas, inicia o seu percurso de arquiteto.
Na década de 1950, Lisboa encontrava-se numa produção de edifícios de rendimento. Nessa onda, em 1953 Nuno Teotónio Pereira iniciou o projecto de uma das obras cujo programa marcaria aquela época da arquitectura portuguesa e as posteriores. Tal é a complexidade do seu programa que o Bloco das Águas Livres assemelha-se a uma comunidade.
Tudo surgiu a partir de uma ideia que o arquitecto apresentou ao seu pai, com o intuito de gerar rendimento a seguradora da qual o mesmo era administrador. Claramente inspirado pelos conceitos de Le Corbusier (1887-1965), decidiu fazer uma unidade de habitação em altura e que albergasse outras funções. Para tal arranjou um lugar, nas traseiras do antigo Convento do Rato. Esse espaço encontrava-se limitado por um plano de urbanização que foi substituído.
Após os parâmetros de construção e implantação serem definidos pela Câmara Municipal de Lisboa, em 1952 foi apresentado o estudo da organização interna do edifício. Nesse estudo foram decididos muitos aspectos que depois mantiveram-se no projecto final. As posteriores modificações, que começaram no ano seguinte, contaram já com a participação do principiante Bartolomeu Costa Cabral (1929). Tais alterações resumem-se na alteração das ocupações dos pisos térreo e da cobertura, redefinição da ordem dos fogos tipo e análise expressiva das fachadas. Findo o processo foram entregues para licenciamento, a 30 de Agosto de 1953, 17 peças desenhadas e uma memória descritiva e justificativa.

## Características
O Bloco das Águas Livres situa-se na Praça das Águas Livres, entre o Rato, Campo de Ourique e Amoreiras. Ocupa 3540m2 e distribui-se em dois lotes que criam uma forma trapezoidal. O conjunto de edificações, que implanta-se ao longo do maior comprimento, tem 12 pisos no seu edifício principal. Desses pisos, oito destinam-se a habitação, contando com sete fogos cada um e perfazendo um total de cinquenta e seis. Imediatamente abaixo desses há um andar preenchido por escritórios. Um último piso apresenta um avanço em relação aos outros e é preenchido por ateliers com cobertura em abóbada e pela sala de festas. Nesse mesmo corpo encontram-se instalações de serviços comuns e de pessoal, circulações verticais, central de aquecimento, átrio, habitação de porteiro, arrecadações e posto de transformações.
Anexos ao edifício principal existem espaços comum de utilização interna e alheia a habitação. Reservada aos habitantes há uma garagem e a esse espaço juntar-se-ia o designado a lavandaria colectiva que hoje é ocupado por um escritório. No piso de entrada encontra-se uma galeria exterior com lojas, sobrelevada comparativamente a Praça das Águas Livres. Embora não seja propriamente explorado, como a imaginação do arquitecto sugeriu que aconteceria, existe também um espaço de convívio com um terraço anexo no cimo do corpo principal. Além dos espaços edificados já identificados o conjunto conta com um espaço livre, a Poente, que constitui cerca de 25% da área total.
O acesso aos pisos é feito principalmente por ascensores, dos quais quatro têm acesso ao piso térreo. Servem como acesso a pisos de habitação e aos. Os percursos de serviço presentes nas galerias fazem com que haja um sentido de vivência social permitindo comunicação entre as várias habitações. A circulação interior também é pensada sobre uma matriz assente no pavimento junto às instalações que por si só já está numa cota mais elevada. Estas características são exemplos de princípios transmitidos através da Carta de Atenas.
A disposição dos vários espaços constituintes do conjunto foi pensada de modo a tirar partido da insolação a Nascente e Poente. Por essa razão o edifício está alinhado ao eixo Norte-Sul. Desse modo os espaços nobres das habitações, a habitação do porteiro, os ateliers e os escritórios localizam-se junto a fachada Nascente. No caso dos ateliers há ainda o facto de terem um recuo, possibilitando assim a concepção de terraços individuais. Nessa mesma fachada encontram-se varandas inclinadas a Sul e proeminentes que permitem a desimpedida iluminação das salas das habitações. Outra característica relevante desse alçado é o jogo expressivo e volumétrico, conferindo-a o interesse que se espera de uma fachada principal. E o impacto é maior quando se observa que na fachada oposta, que dá para o interior do quarteirão, as linhas são mais simples e encontram-se as escadas e torres de elevadores. 
Em planta, podemos observar que todo o edifício articula-se em dois autónomos sistemas de circulação. O traçado da estrutura procedeu a organização interna do piso tipo das habitações. E ao contrário da garagem que segue o seu alinhamento, a lavandaria e as lojas foram traçadas segundo outro eixo. O corpo das habitações é de planta rectangular de 69.01mx12m regularmente dividida por quinze pórticos transversais. Os pisos 3 e 12 seguem a mesma regra. Apesar do piso 2 se reger pelos mesmos eixos transversais, as suas lojas e lavandaria são independentes nos alinhamentos. Esse desvio é notável na composição espacial de tais áreas.
Com base na orientação solar adoptada e na análise da planta, podem ser identificadas cinco áreas de semelhantes características. Essa classificação é essencialmente pertinente na percepção da distribuição programática. Sendo assim temos as zonas públicas, zonas de terciário, zonas de habitação, zonas colectivas e zonas de serviço. Essas zonas encontram-se articuladamente repartidas por todos os pisos, pois esses não se reservam apenas a uma específica. A excepção a essa regra é o piso 1 que é unicamente uma zona de serviço.
O acesso aos pisos é feito principalmente por ascensores, dos quais quatro têm acesso ao piso térreo. Servem como acesso a pisos de habitação e aos. Os percursos de serviço presentes nas galerias fazem com que haja um sentido de vivência social permitindo comunicação entre as várias habitações. A circulação interior também é pensada sobre uma matriz assente no pavimento junto às instalações que por si só já está numa cota mais elevada. Estas características são exemplos de princípios transmitidos através da Carta de Atenas.
Existem nesse edifício quatro tipologias de habitação. Com cerca de 95 m2 e com a distribuição de um por piso estão os apartamentos de tipo 1. Somando aos mesmos 10 m2 de área bruta temos os apartamentos de tipo 2, existindo três por piso. Essas duas tipologias partilham o vestíbulo. Os apartamentos tipo 3 contam com cerca de 125 m2 , também partilham o vestíbulo com os de tipo 2 e existem dois por piso. Por fim estão os apartamentos de tipo 4 com cerca de 185 m2  e havendo apenas um por piso no extremo Sul. Há seis open spaces no piso 3 destinados a escritórios e quatro ateliers idênticos no piso 12.
Os apartamentos seguem uma planta tipo e cada piso conta com sete apartamentos de diferentes tipologias. O desenho das tipologias foi pensado de modo a que servisse diferentes tipos de situações e famílias. Existem em cada piso, dentro deste intervalo de pisos, um apartamento tipo 1, três apartamentos tipo 2, dois apartamentos tipo 3 e um apartamento tipo 4.  Os apartamentos traduzem um pensamento racional relativamente ao desenho da planta. A disposição dos espaços é funcional e lógica.
Há uma clara distinção entre os espaços públicos e privados. Existem duas redes de circulação, uma principal destinada aos habitantes e um circuito secundário destinado aos serviços. Existem duas entradas distintas para cada uma das redes de circulação. Em certas partes do edifício estas redes de circulação encontram-se, ainda que o objetivo seja manter a privacidade dos residentes e evitar o encontro entre os habitantes e os funcionários.
Em termos construtivos, o Bloco das Águas Livres apresenta uma variedade de materiais de qualidades plásticas, honrando o conceito da arquitectura moderna em que a escultura, a pintura e a arquitectura cooperam para um único fim. Todos os detalhes em relação a isso foram estudados, para se obter melhores resultados na tarefa de criar um ambiente esteticamente apelativo. Cada material empregue nos tectos, paredes e pavimentos foi alvo de uma análise para uma composição cromática harmoniosa. Tal foi a preocupação com essa questão que foram incluídas obras de arte e a colaboração do arquitecto Frederico George foi necessária quanto aos materiais aparentes. Dessa diversidade material constam a pedra, o reboco, o betão, a madeira, o mosaico de vidro, a cortiça e o ferro. Destacam-se também nessa linha os painéis de mosaico vidrado de Almada Negreiros, o vitral de Manuel Cargaleiro, o painel de Frederico George, os baixos-relevos de Jorge Vieira e o painel de betão esgrafitado de José Escada. 
“A intenção desta para esta obra era a criação de um espaço para a vida moderna.“ Teotónio Pereira afirma aquilo que era a época, o edifício, a arquitetura e a sua posição face à profissão e ao desafio de projetar o edifício. De facto, o edifício apresenta-se como uma proposta de “cidade”, ou seja, é um edifício destinado à cidade moderna e para o homem moderno. No fundo as cidades modernas são caracterizadas pelas suas edificações verticais elevadas. Esta obra vem a clarificar o que é o Modernismo com princípios de um funcionalismo controlado. Tem um programa formalmente inovador e pensado para a organização de uma comunidade com serviços e espaços comuns. Este programa misto é elaborado por um sistema distributivo em galerias de acesso aos serviços e ruas interiores nos primeiros pisos, ou seja, a circulação interna no edifício é semelhante a um entrosamento de ruas principais que noutra escala que igualmente ligariam habitações a serviços.
Actualmente esse exemplo da Arquitectura Portuguesa do Século XX encontra-se na plenitude das suas funções. Embora houvesse a preocupação de não atingir tal patamar pela demora no desenvolvimento urbano das suas redondezas. E a maior preocupação que o pode assolar é a questão da sua preservação enquanto Património. E apesar das restrições a que está submetida qualquer intervenção no mesmo, arquitectos aventuram-se a reinventar pequenas porções suas.